# Xã Ray, Quận Morgan, Indiana
Xã Ray (tiếng Anh: Ray Township) là một xã thuộc quận Morgan, tiểu bang Indiana, Hoa Kỳ. Năm 2010, dân số của xã này là 1.631 người.